# Фотостудия
Фотостудия (от др.-греч. φως / φωτος — свет и итал. studio — ателье, мастерская) — специальное помещение, оборудованное световой аппаратурой для проведения фотосъёмок.

## Описание термина
В фотостудии профессиональные фотографы создают фотографию. Фотография в более узком смысле этого слова — это искусство рисования светом. Исходя из этого, фотостудия — не что иное, как мастерская для рисования светом. Технически фотография делается с помощью фотокамеры. Профессиональные фотографы говорят, что «снимает фотограф, а не фотоаппарат». Поэтому разделять техническую часть производства фотографии (фотоаппарат, фотостудия, свет и т. д.) и искусство фотографии (сочетание личного видения, опыта и визуального мышления фотографа) — некорректно. Другими словами, фотостудия — это рабочее место фотографа. Фотограф без студии может работать, а студия без фотографа немыслима.

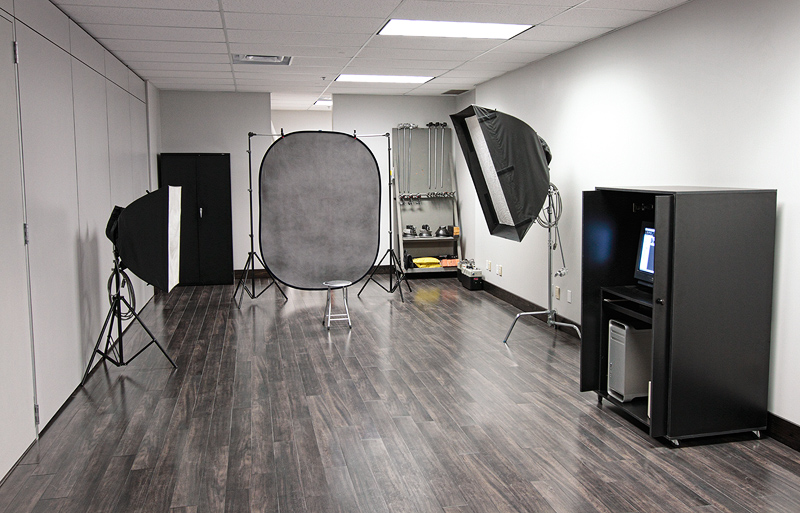
Современная фотостудия

Физически фотостудия представляет собой помещение (комната, зал, павильон) без окон или с закрытыми (непрозрачным материалом) окнами, в котором созданы максимально удобные условия для полного управления светом, размещения снимаемого объекта и удобной работы фотографа. Обычно фотостудии размещают в больших помещениях с высокими потолками. Это необходимо для максимально удобного управления светом. В фотостудии используется специальное осветительное оборудование, фотофоны, отражатели, а также дополнительные аксессуары.
В фотостудии почти всегда можно получить заранее заданный результат очень высокого качества, что не всегда возможно в других условиях. Работа в студии более эффективна, чем за её пределами, так как у фотографа есть возможность на своё усмотрение управлять светом (например, на улице управлять солнечным светом практически невозможно). Поскольку фотография — это искусство рисования светом, то управление светом в фотостудии — это залог предсказуемости и качества снимка.
Одни фотостудии позволяют решать лишь ограниченный круг задач (например, фото на документы), а другие рассчитаны на максимально широкий ассортимент услуг. К примеру, в некоторых фотостудиях можно снимать как ювелирные изделия, так и легковые автомобили. Это зависит от размера помещения, а также от количества и мощности источников света в студии.